# Tshane Airport
Tshane Airport är en flygplats i Botswana. Den ligger i den sydvästra delen av landet, 400 km väster om huvudstaden Gaborone. Tshane Airport ligger 1 099 meter över havet.
Terrängen runt Tshane Airport är huvudsakligen platt. Tshane Airport ligger nere i en dal. Trakten runt Tshane Airport är nära nog obefolkad, med mindre än två invånare per kvadratkilometer.. Närmaste större samhälle är Hukuntsi, 10,7 km väster om Tshane Airport.
Omgivningarna runt Tshane Airport är i huvudsak ett öppet busklandskap.